# Shannon Larkin
Shannon Larkin (Chicago, SAD, 24. travnja 1967.) američki je bubnjar, najpoznatiji kao bubnjar američkog hard rock/heavy metal sastava Godsmack. Osim u Godsmacku Shannon je bio bubnjar i u skupinama Ugly Kid Joe, Amen, Souls at Zero, Snot, Wrathchild America, Candlebox. Svirao je i u samostalnoj skupini gitarista Glenna Tiptona.

## Diskografija

### Godsmack (2002. – danas)
- Faceless (2003.)
- The Other Side (EP) (2004.)
- IV (2006.)
- The Oracle (2010.)
- 1000hp (2014.)
- When Legends Rise (2018.)

Wrathchild America
- Climbin' the Walls (1989.)
- 3-D (1991.)

Souls at Zero
- Souls at Zero (1993.)
- Six-T-Six EP (1994.)

Ugly Kid Joe
- Menace to Sobriety (1995.)
- Motel California (1996.)
- The Very Best of Ugly Kid Joe: As Ugly as It Gets (1998.)
- Stairway to Hell (2012.)
- Uglier Than They Used ta Be (2015.)

Glen Tipton
- Baptizm of Fire

Amen
- Amen (1999.)
- We Have Come for Your Parents (2001.)
- Death Before Musick (2004.)

Candlebox
- Happy Pills (1998.)

Snot
- Strait Up (2000.)